# Clay Rendering
Clay Rendering (deutsch etwa Ton-Rendering oder Tonmodell-Darstellung) ist eine Darstellungsform in der 3D-Visualisierung, bei der ein digitales Modell ohne Materialien, Texturen oder komplexe Lichtsimulation gerendert wird. Die gesamte Szene wird in einem einheitlichen, meist matten Farbton dargestellt – häufig in Grau oder Beige –, wodurch die geometrischen Formen, Volumenverhältnisse und Schattierungen besonders klar erkennbar werden.

## Ziele und Anwendungen
Clay Renderings dienen in erster Linie der Beurteilung von Proportionen, Perspektiven und Lichtwirkung innerhalb eines 3D-Modells. Sie werden häufig in frühen Entwurfsphasen verwendet – etwa in Architektur, Produktdesign oder Szenengestaltung –, um Form und Struktur unabhängig von Materialeigenschaften zu überprüfen.
Durch die Reduktion auf reine Geometrie lassen sich visuelle Entscheidungen schneller treffen, bevor aufwendige Texturierung und Lichtsimulation erfolgen. Zudem eignen sich Clay Renderings zur Kommunikation mit Kunden oder Projektbeteiligten, wenn noch keine finalen Designentscheidungen getroffen wurden.
Clay Renderings finden u. a. Anwendung in:
- Architekturvisualisierungen (Raumwirkung, Schattenverlauf)
- Produktpräsentationen in der Konzeptphase
- 3D-Modelling-Tutorials und Lehrmaterialien
- Film- und Animationsproduktion (Set- und Kameraplanung)

## Technischer Hintergrund
Bei einem Clay Rendering werden dem 3D-Modell meist neutrale Materialien mit gleichmäßiger Lichtstreuung (z. B. Lambert-Shader) zugewiesen. Reflexionen, Glanzlichter und andere Materialeigenschaften werden ausgeblendet oder stark reduziert. Die Lichtquelle wird oft als einfache Flächen- oder Himmelsbeleuchtung realisiert.

## Abgrenzung
Clay Rendering unterscheidet sich von:
- Drahtgittermodellen (Wireframe Rendering), bei dem nur die Kanten des Modells dargestellt werden
- Texturiertem Rendering, bei dem das Modell mit Materialien und Oberflächeninformationen versehen wird
- Umgebungsverdeckung (Ambient Occlusion Rendering), das gezielt die Lichtabschattung in Ecken und Kanten visualisiert